# Photobucket

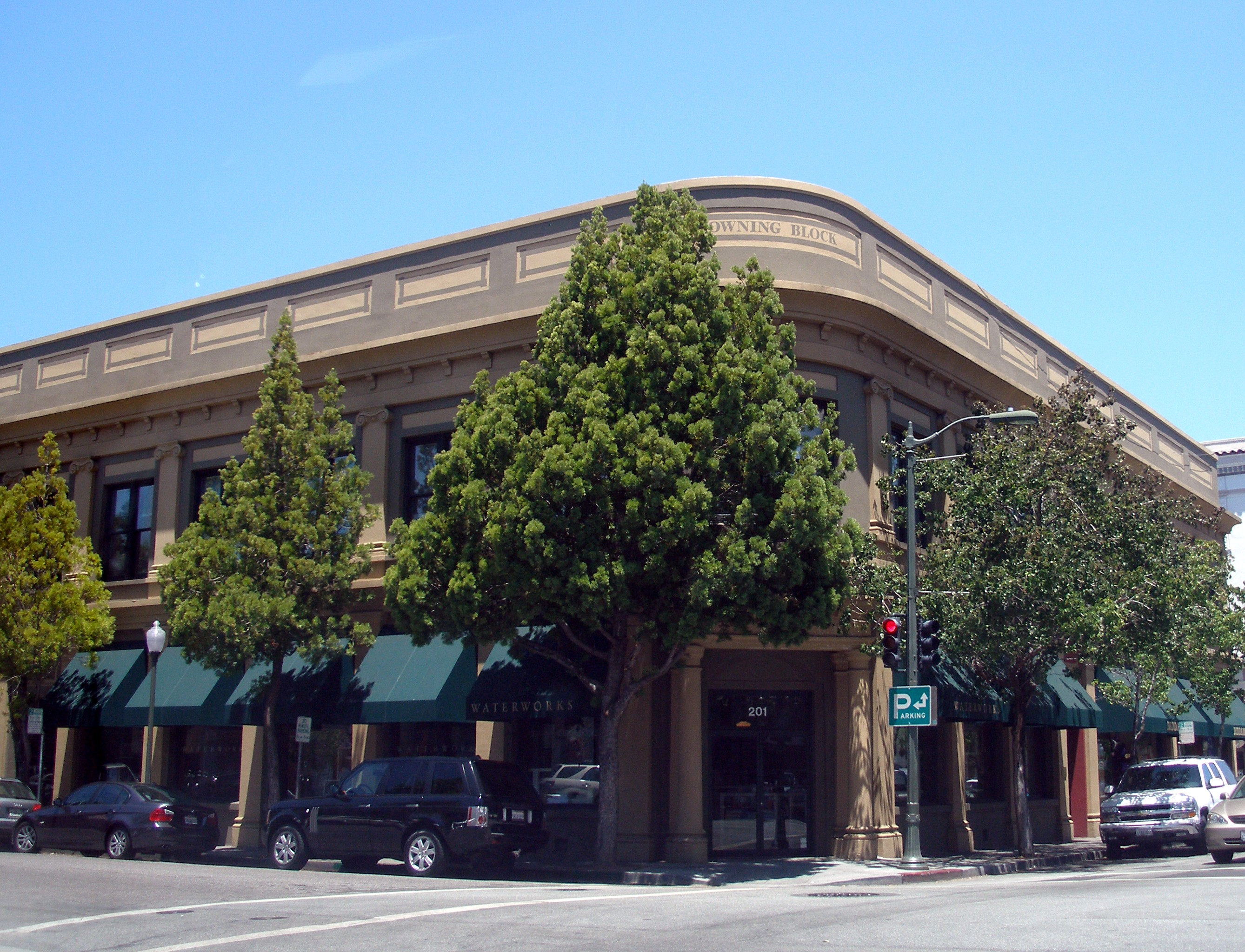
Siedziba Photobucketa w Palo Alto w Kalifornii

Photobucket – strona internetowa oferująca darmowy hosting grafiki i filmów. Została uruchomiona w 2003 roku przez Alexa Welcha i Darrena Crystala.

## Charakterystyka
Photobukcet jest najczęściej stosowany do osobistego przechowywania zdjęć umieszczanych na forach internetowych. Deklarowany uptime wynosi 99,9%. Oferuje 500 MB miejsca na pliki (25 GB w przypadku płatnego konta) i 10 GB miesięcznego transferu (nielimitowany w przypadku płatnego konta). Parametry darmowej usługi zostały zredukowane 19 sierpnia 2009 r. z 1 GB pojemności i 25 GB transferu. Nie można umieszczać zdjęć lub filmów o charakterze erotycznym. Na Photobuckecie hostowanych jest obecnie ponad 8 miliardów zdjęć (liczba jest na bieżąco aktualizowana na stronie projektu).